# Francesco Saverio (nome)
Francesco Saverio  è un nome proprio di persona italiano maschile.

## Varianti
- Femminili: Francesca Saveria

### Varianti in altre lingue
- Francese: François-Xavier
- Inglese: Francis Xavier
- Latino: Franciscus Xaverius[1]
- Polacco: Franciszek Ksawery
- Spagnolo: Francisco Javier
- Tedesco: Franz Xaver

## Origine e diffusione
È un nome che, generalmente, riflette la devozione verso san Francesco Saverio. Etimologicamente è un accostamento dei nomi Francesco e Saverio.

## Onomastico
L'onomastico si festeggia in genere il 3 dicembre in memoria di san Francesco Saverio, religioso e missionario in Asia orientale. Si ricordano con questo nome anche, alle date seguenti:
- 31 gennaio, san Francesco Saverio Maria Bianchi, barnabita[2]
- 27 settembre, beata Francesca Saveria Fenollosa Alcayna, religiosa e martire a Gilet[2]
- 28 settembre, beato Francesco Saverio Ponsa Casallarch, religioso e martire a Sant Feliu de Codines[2]
- 4 ottobre, beato Francesco Saverio Seelos, redentorista[2]
- 20 novembre, san Francesco Saverio Can, martire ad Hanoi[2]
- 19 dicembre, san Francesco Saverio Hà Trong Mau, martire con altri compagni a Bắc Ninh[2]

## Persone

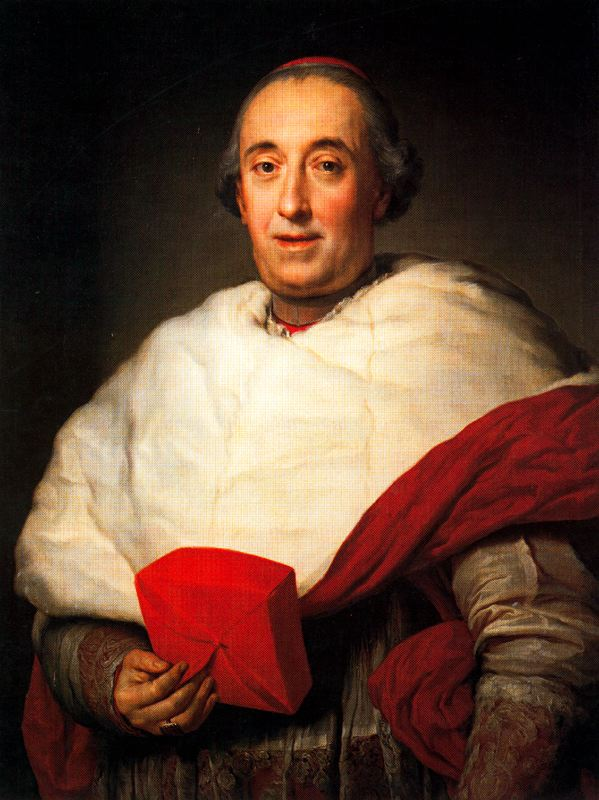
Francesco Saverio de Zelada

- Francesco Saverio di Sassonia, principe tedesco
- Francesco Saverio Abbrescia, poeta e presbitero italiano
- Francesco Saverio Altamura, pittore italiano
- Francesco Saverio Arabia, giurista, letterato e patriota italiano
- Francesco Saverio Del Carretto, militare e politico italiano
- Francesco Saverio de Mérode, arcivescovo cattolico belga
- Francesco Saverio de Zelada, cardinale italiano
- Francesco Saverio Kaniewski, pittore polacco
- Francesco Saverio Massimo, cardinale italiano
- Francesco Saverio Nitti, economista, politico, saggista e antifascista italiano
- Francesco Saverio Romano, politico italiano
- Francesco Saverio Salfi, letterato, politico e librettista italiano

### Variante Francisco Javier

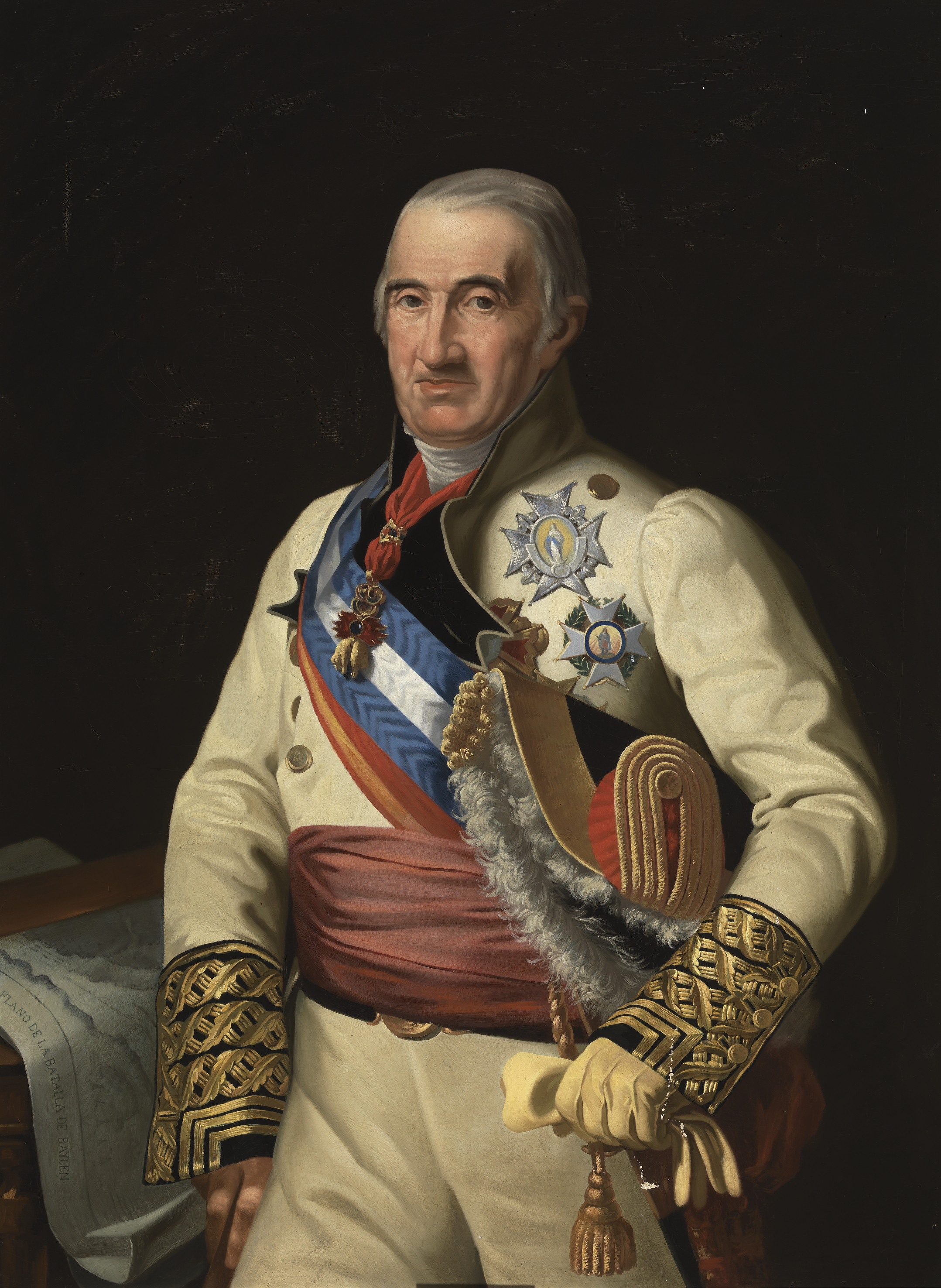
Francisco Javier Castaños

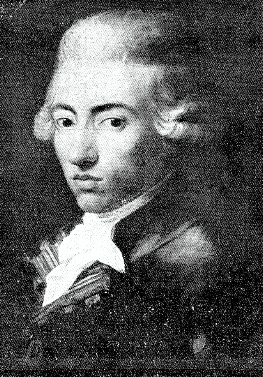
François-Xavier Fabre

- Francisco Javier Castaños, generale spagnolo
- Francisco Javier de Elío, generale spagnolo
- Francisco Javier de Lizana y Beaumont, arcivescovo cattolico spagnolo e viceré della Nuova Spagna
- Francisco Javier Errázuriz Ossa, cardinale e arcivescovo cattolico cileno
- Francisco Javier Fernández, atleta spagnolo
- Francisco Javier García, calciatore spagnolo
- Francisco Javier García Fajer, compositore spagnolo
- Francisco Javier Gómez Noya, triatleta spagnolo
- Francisco Javier Sáenz de Oiza, architetto spagnolo
- Francisco Javier Sánchez Broto, calciatore e imprenditore spagnolo
- Francisco Javier Venegas, generale spagnolo

### Variante François-Xavier

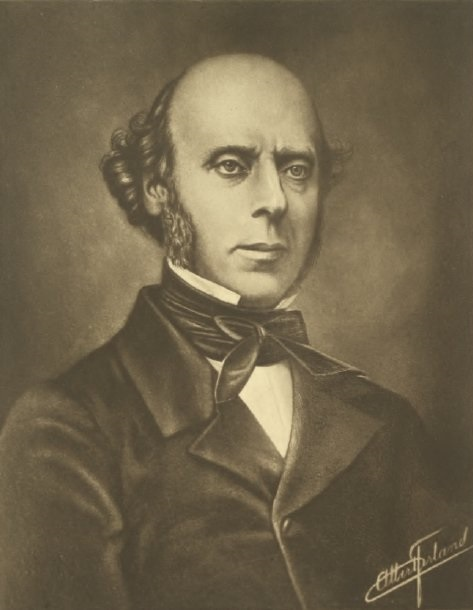
François-Xavier Garneau

- François-Xavier Ajavon, filosofo, scrittore e polemista francese
- François-Xavier de Feller, gesuita, storico, teologo erudito e lessicografo belga
- François-Xavier-Marc-Antoine de Montesquiou-Fézensac, politico francese
- François-Xavier Fabre, pittore e collezionista d'arte francese
- François-Xavier Garneau, storico e notaio canadese
- François-Xavier Gautrelet, gesuita e saggista francese
- François-Xavier Nguyên Van Thuán, cardinale e arcivescovo cattolico vietnamita
- François-Xavier Ortoli, politico e funzionario francese

### Variante Francis Xavier
- Francis Xavier Bushman, attore, regista e sceneggiatore statunitense
- Francis Xavier Ford, vescovo cattolico statunitense
- Francis Xavier Kriengsak Kovithavanij, arcivescovo cattolico thailandese
- Francis Xavier Osamu Mizobe, vescovo cattolico giapponese

### Variante Franciszek Ksawery
- Franciszek Ksawery Branicki, generale polacco

### Variante Franz Xaver

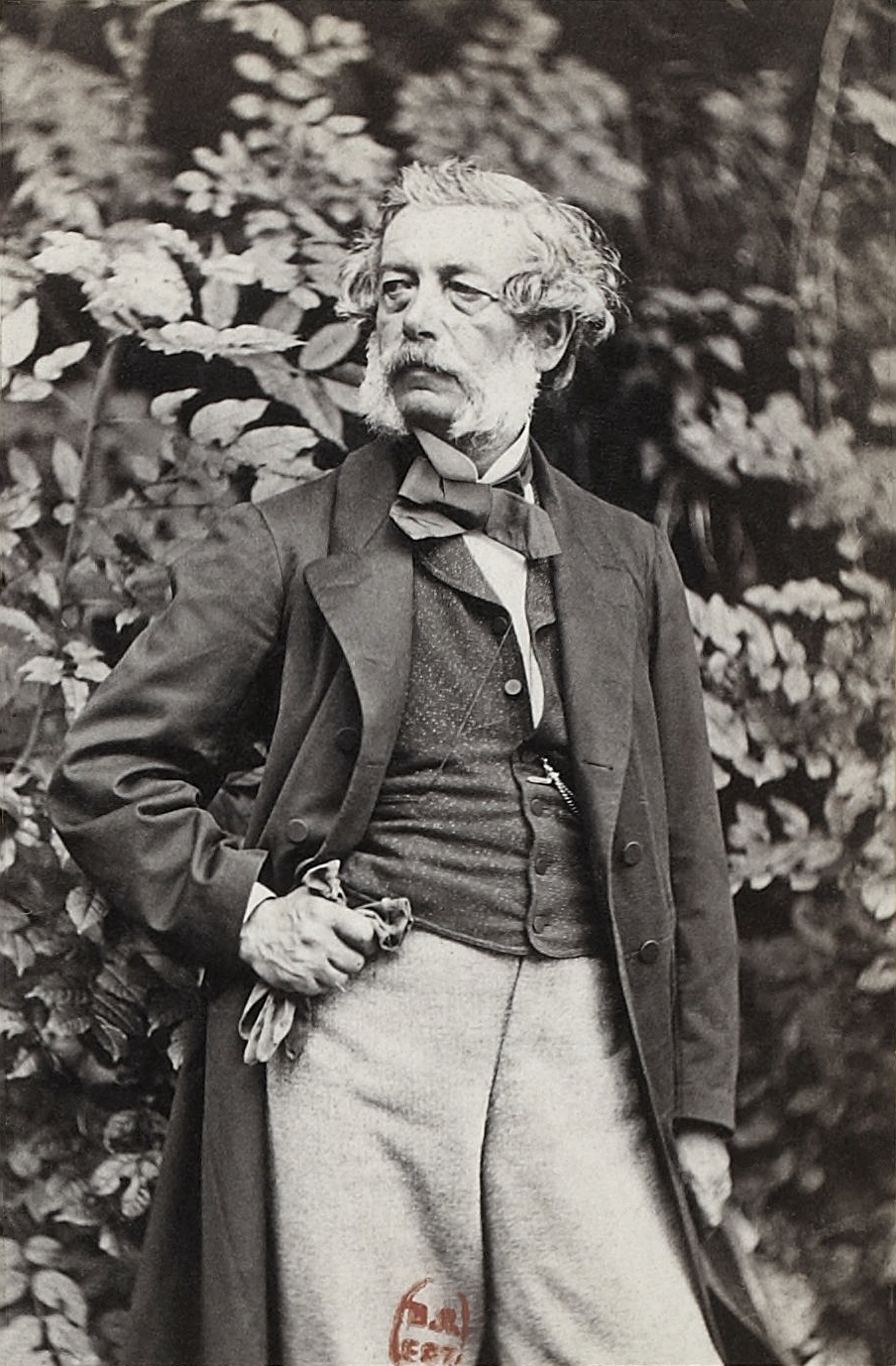
Franz Xaver Winterhalter

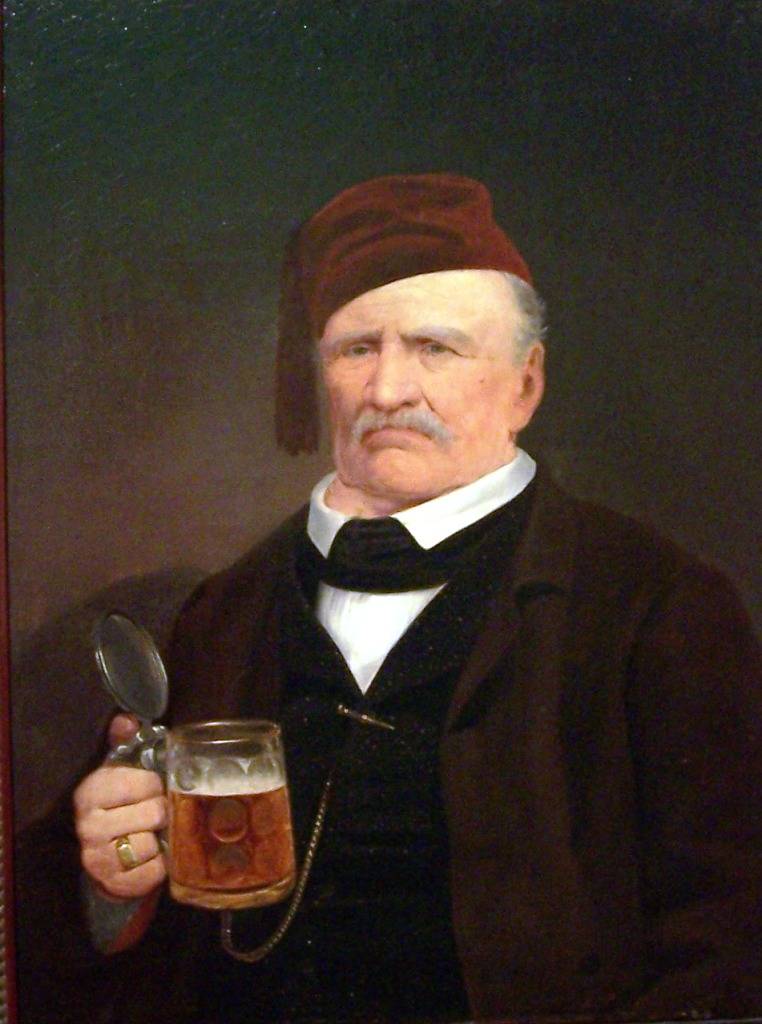
Franz Xaver Wührer

- Franz Xaver Feuchtmayr, stuccatore tedesco
- Franz Xaver Fieber, botanico ed entomologo tedesco
- Franz Xaver Gabelsberger, inventore tedesco
- Franz Xaver Gruber, compositore austriaco
- Franz Xaver Haberl, scrittore, musicologo e organista tedesco
- Franz Xaver Kroetz, drammaturgo, scrittore, attore e regista tedesco
- Franz Xaver Kugler, chimico, matematico, assiriologo e sacerdote gesuita tedesco
- Franz Xaver Messerschmidt, scultore tedesco
- Franz Xaver Wolfgang Mozart, compositore, pianista, direttore d'orchestra e insegnante austriaco
- Franz Xaver Nagl, cardinale austriaco
- Franz Xaver Richter, compositore ceco
- Franz Xaver Schnizer, compositore e organista tedesco
- Franz Xaver von Paumgartten, generale austriaco
- Franz Xaver von Salm Reifferscheidt Krautheim, cardinale austriaco
- Franz Xaver von Wulfen, botanico, geologo e alpinista austriaco
- Franz Xaver von Zach, astronomo ungherese
- Franz Xaver Wernz, gesuita tedesco
- Franz Xaver Winterhalter, pittore e litografo tedesco
- Franz Xaver Wührer, imprenditore austriaco naturalizzato italiano
- Franz Xaver Zimmermann, scrittore e storico austriaco